# Dwyer Arena
El Dwyer Arena es un estadio cubierto dedicado en exclusiva al hockey sobre hielo situado en la Universidad de Niágara, Nueva York (Estados Unidos de América). Incluye dos pistas de 200 x 85 pies. También alberga un Starbucks.
Es la cancha de los Niagara Purple Eagles, el equipo de hockey sobre hielo de la NCAA, desde 1996.
Se construyó en 1996 y se renovó parcialmente en 1999 con una donación de 3 millones de dólares realizada por los antiguos alumnos Bob y Connie Dwyer, pasando la instalación a llevar su nombre. Se mejoraron los vestuarios y salas de entrenamiento, el salón de descanso de los jugadores, y se separaron las entradas de las dos pista de hielo (la principal y la auxiliar), a la vez que se añadió una tienda y una nueva oficina para la venta de entradas. En 2007 se añadió un palco vip.
Fue la sede de las finales masculinas de la conferencia College Hockey America en 2002, 2008, y 2010, y de las femeninas en 2004 y 2008. Dwyer también ha sido utilizado por los Buffalo Sabres para sus campamentos de verano en 2008, 2009, 2010 y 2011.
En 2011 fue una de las sedes del Campeonato Mundial Juvenil de Hockey sobre Hielo.